# Cún
Cún é um município da Hungria, situado no condado de Baranya. Tem 18,43 km² de área e sua população em 2019 foi estimada em 210 habitantes.